# 囚徒
是一部加拿大导演丹尼斯·维勒弗执导的2013年美国惊悚片，亞倫·葛茲考斯基编剧，馬克·華伯格担任执行制片。休·杰克曼、傑克·葛倫霍和梅丽莎·里奥主演。北美于2013年9月20日上映，香港和澳門於同年10月31日上映。

## 劇情
凱勒·多佛一家人陪伴好友富蘭克林·布奇一家過感恩節，但各自的小女兒安娜和喬伊跑出去玩耍後再也沒有回來。陷入焦急的兩家人出去尋找卻一無所獲，便立刻報警處理，唯一的線索是一輛曾經停在社區街道上的房車。偵辦案件的警探大衛·洛基追查到房車並逮捕其車主亞歴克斯·瓊斯，但審訊時發現亞歴克斯是一名智商不到十歲小孩的弱智，而車中並沒有任何跟失蹤女孩們有關的蛛絲馬跡。一天後，兩個家庭的家長心急如焚，洛基調查過程中在一間教堂地下室中找到一具被餓死的腐爛男屍，質問下毒手的教堂牧師後得知，因被害者曾交代他殺死過十六名小孩而跑來尋求寬恕。
找尋女兒無果的凱勒得知亞歴克斯被無罪釋放後，一氣之下跑到警察局門口當眾暴打、質問他，卻從亞歴克斯的嘴中聽見一句「我離開的時候她們哭了！」。由於警察苦無證據，凱勒之妻格蕾絲也陷入焦慮與悲痛，致使凱勒同樣綁走出家門散步的亞歴克斯，將他囚禁在自己父親遺留的舊房子中。在富蘭克林的勉強幫助下實施嚴刑拷打，將亞歴克斯打到頭破血流、鼻青臉腫，卻仍然沒從他口中逼出一句話；而凱勒自身受到精神折磨下只能借酒消愁。五天後，街區所有住民為兩家人舉行燭光集會，祈求兩個小孩平安。期間，洛基注意到集會上一名神秘男子，打算跟蹤他卻讓他跑掉。之後，該男子暗中闖進兩家人的住宅，但沒有動任何東西，洛基於是對男子發佈通緝。而一名購物中心服裝店的女店員報警提供線索，該男子每個月都會在固定時間到店裡購買童裝。
洛基得到其車牌號碼後抵達指定家中抓獲該男子鮑勃·泰勒，但發現他家中的牆壁上各個角落畫滿迷宮，甚至收藏著無數箱裝有無毒蛇以及帶豬血童裝的盒子，包括一本標題為《做完所有迷宮就能回家》的厚書。鮑勃·泰勒被警方證實其多年前就曾被通報失蹤，被捕後仍然在審訊室中畫一個又一個迷宮。洛基在對他審訊過程中逐漸不耐煩，開始對他使用武力，然而泰勒在精神受創下直接吞槍自殺。警方後來將以泰勒的精神狀況來推斷出，他僅是潛入受害者家中偷走失蹤小孩的衣服、沾上豬血後製造綁架假像；與安娜和喬伊的失蹤案毫無任何關係。
凱勒將亞歴克斯連續折磨幾天幾夜，之後開始採取將他關進浴室中澆燙水的水牢形式，富蘭克林與妻子南西認為這麼做同樣泯滅人性而都決定背離他。凱勒隨後以問候名義拜訪亞歴克斯的阿姨霍莉·瓊斯進行打探，得知亞歴克斯會淪為弱智是因小時候丈夫養蛇所造成的驚嚇，霍莉表示她和丈夫都信教，直到她們夫妻倆的獨子因癌症去世，之後領養亞歴克斯。同時，洛基在案情毫無進展下開始變得心煩意亂，在當眾砸電腦洩憤時突然發現，泰勒死前所畫出來的迷宮，跟自己在教堂地下室發現的屍體上所掛的迷宮形狀項鏈完全一樣。
喬伊一人從綁架犯手中逃出而被民眾發現在高速公路附近逗留而緊急送醫，雖然被下過藥但無生命危險。凱勒與格蕾絲急忙想向喬伊詢問安娜的下落，喬伊開始回憶起自己與安娜被綁架、被囚禁在一個房間中看到一本寫著《做完所有迷宮就能回家》的厚書；並對凱勒喊出一句「你那個時候在那裡」。凱勒由此發覺喬伊供述是自己當初去拜訪霍莉的時候，於是不顧警察阻攔而開車前去。洛基靠這段時間的跟蹤而推測凱勒會回到舊房子中，於是守在房子前等待卻發現他沒來，但也聽見喊叫聲而在浴室中找到奄奄一息的亞歴克斯。夜晚，凱勒再次來到霍莉的家，進去後打算逼她說出自己女兒的下落，然而霍莉卻搶先拿槍對著他，逼凱勒自行銬上手銬、喝下一罐致人癱瘓的藥物後將他挾持出去。
霍莉在過程中對凱勒承認自己與丈夫是綁架囚禁小孩的慣犯，始於他們夫妻倆兒子的意外死亡，致使他們盡可能地讓小孩從世界上消失來哭訴這種不公，藉以達到“向上帝宣戰”的目的。霍莉供述亞歴克斯是他們夫妻倆綁架的第一個小孩，而泰勒也是其中之一。霍莉將凱勒扔進後院的一個地洞中後，用車子將洞口堵起來，隨後抹去所有凱勒到訪過的痕跡。孤身囚禁在地洞中的凱勒，在洞中找到自己女兒帶過的口哨。亞歴克斯獲救後被送醫治療，洛基來到霍莉的家中打算通報她，來到她的房子後找到她的丈夫照片，發現照片中的丈夫脖子上則掛著教堂男屍身上的迷宮項鏈。霍莉當時已對關在房間中的安娜注射毒藥，洛基抓到霍莉現行後在子彈擦傷頭部的情況下槍殺她，最後抱著瀕死的安娜火速趕往醫院，所幸送醫及時後而讓她平安脫險。
案件終於水落石出，亞歴克斯的身份被證實為巴瑞·米蘭德，經過二十六年的失蹤後終於與家人團聚。安娜在經過搶救後日漸康復，兩家人最後集體感謝對案件不離不棄的洛基。出院的洛基與鑑識組排查結束霍莉的房子，在打算收工撤退前，洛基卻隱隱約約聽見凱勒從地下傳出的求救口哨聲。

## 演員
凱勒·多佛
演員：休·傑克曼
天主教木匠兼獵人，有嗜酒、失眠與情緒不穩的狀態，在女兒失蹤後陷入瘋狂，決定利用自己的方法尋找自己的女兒。
大衛·洛基
演員：傑克·葛倫霍
小鎮破案率最高的警探，因為一心想調到大城市而對辦案漫不經心，但卻在這次事件中遇到了真正的挑戰。
南茜·布奇
演員：薇拉·戴維斯
富蘭克林的妻子，失去女兒後陷入絕望，但發現凱勒與富蘭克林的手段後匆忙阻止。
格蕾絲·多佛
演員：瑪麗亞·貝羅
凱勒的妻子，有焦慮症，在女兒失蹤後陷入瘋狂，但並不知道凱勒的所作所為。
富蘭克林·布奇
演員：泰倫斯·霍華德
凱勒的最好朋友，與凱勒同時失去女兒，後來也開始幫助凱勒不擇手段地找回自己的女兒。
亞歴克斯·瓊斯
演員：保羅·達諾
嫌疑房車的車主，失蹤案的最大嫌疑人，只有不到十歲的智商，因為失蹤案而成為全民公敵。
霍莉·瓊斯
演員：梅莉莎·李歐
亞歴克斯的姑姑，自己的兒子因癌症死亡後領養了亞歴克斯，多年來對亞歴克斯視如己出。

## 评价
影片收获普遍赞誉，烂番茄新鲜度为81%，Metacritic上得分73。在第38届多伦多电影节上它是好评率第三的电影，仅次于《为奴十二年》和《菲洛梅娜》。
美媒代表性评价：“兴奋、恐惧和令人不安的元素渗透影片的每一个角落，剧情的发展彻底无法预计，直到那苦涩的结局到来前你都无从猜测”，“令人兴奋地宣泄，充满力量感的躁动氛围。《囚徒》是一部根植于上世纪40年代好莱坞复仇模式的影片，当然主创人员也没有原搬照套，而是进行了大胆的革新”，“一部引人入胜，出奇制胜且富含复杂道德理念的惊悚片”，“影片具备强大的暴力潜台词，但并没有沉溺于暴力”。

## 票房
美国首周末收获2143万美元，名列第一位。次周末收获1127万，名列第二位。
| 上一届： 《阴儿房2》 | 2013年美國週末票房冠軍 第38周 | 下一届： 《天降美食2》 |

## 奖项
第86届奥斯卡金像奖
- 最佳摄影提名:Roger A. Deakins

## 外部連結
- 官方网站
- 互联网电影数据库（IMDb）上《Prisoners》的资料（英文）
- 爛番茄上《Prisoners》的資料（英文）
- Metacritic上《Prisoners》的資料（英文）
- Prisoners的Facebook專頁